# Poker en 1978
Cet article résume les événements liés au monde du poker en 1978.

## Tournois majeurs

### World Series of Poker 1978
Il s'agit de la première édition à ne pas proposer de dotation au format winner takes all (où le vainqueur d'un tournoi empoche la totalité des gains en jeu), la remplaçant par une structure de gains progressive. Bobby Baldwin remporte le Main Event.